# Афине симетричне групе
Афине симетричне групе су фамилија математичких структура које описују симетрије бројевне праве и регуларног троугаоног поплочавања равни, као и сродних вишедимензионалних објеката. Поред овог геометријског описа, афине симетричне групе се могу дефинисати и на друге начине: као скупови пермутација (прераспоређивања) целих бројева ({\displaystyle ...,-2,-1,0,1,2,...}) који су периодични у одређеном смислу, или у чисто алгебарским терминима као група са одређеним генераторима и релацијама. Проучавају се у областима комбинаторике и теорије репрезентације.
Коначна симетрична група састоји се од свих пермутација коначног скупа. Свака афина симетрична група је бесконачно проширење коначне симетричне групе. Многа важна комбинаторна својства коначних симетричних група могу се проширити и на одговарајуће афине симетричне групе. Статистике пермутација као што су спустови и инверзије могу се дефинисати и у афином случају. Као и у коначном случају, природне комбинаторне дефиниције ових статистика такође имају геометријску интерпретацију.
Афине симетричне групе имају блиске везе са другим математичким објектима, укључујући шеме жонглирања и одређене комплексне рефлексионе групе. Многа њихова комбинаторна и геометријска својства проширују се на ширу фамилију афиних Коксетерових група.

## Дефиниције
Афина симетрична група може се еквивалентно дефинисати као апстрактна група преко генератора и релација, или преко конкретних геометријских и комбинаторних модела.

### Алгебарска дефиниција
Један од начина дефинисања група је преко генератора и релација. У оваквом типу дефиниције, генератори су подскуп елемената групе који, када се комбинују, производе све остале елементе. Релације у дефиницији су систем једначина које одређују када су две комбинације генератора једнаке. На овај начин, афина симетрична група {\displaystyle {\widetilde {S}}_{n}} генерисана је скупом
{\displaystyle s_{0},s_{1},\ldots ,s_{n-1}}
од n елемената који задовољавају следеће релације: када је {\displaystyle n\geq 3},
1. {\displaystyle s_{i}^{2}=1} (генератори су инволуције),
2. {\displaystyle s_{i}s_{j}=s_{j}s_{i}} ако j није један од {\displaystyle i-1,i,i+1}, што указује да је за ове парове генератора операција групе комутативна, и
3. {\displaystyle s_{i}s_{i+1}s_{i}=s_{i+1}s_{i}s_{i+1}}.

У горенаведеним релацијама, индекси се узимају по модулу n, тако да трећа релација укључује као посебан случај {\displaystyle s_{0}s_{n-1}s_{0}=s_{n-1}s_{0}s_{n-1}}. (Друга и трећа релација се понекад називају релације плетенице.) Када је {\displaystyle n=2}, афина симетрична група {\displaystyle {\widetilde {S}}_{2}} је бесконачна диедарска група генерисана са два елемента {\displaystyle s_{0},s_{1}} који подлежу само релацијама {\displaystyle s_{0}^{2}=s_{1}^{2}=1}.
Ове релације се могу преписати у посебном облику који дефинише Коксетерове групе, тако да су афине симетричне групе Коксетерове групе, са {\displaystyle s_{i}} као њиховим Коксетеровим генераторским скуповима. Свака Коксетерова група може бити представљена Коксетер—Динкиновим дијаграмом, у којем врхови одговарају генераторима, а ивице кодирају релације између њих. За {\displaystyle n\geq 3}, Коксетер—Динкинов дијаграм за {\displaystyle {\widetilde {S}}_{n}} је циклус дужине n (где ивице одговарају релацијама између парова узастопних генератора, а одсуство ивице између других парова генератора указује да они комутирају), док се за {\displaystyle n=2} састоји од два чвора спојена ивицом означеном са {\displaystyle \infty }.

### Геометријска дефиниција
У Еуклидовом простору {\displaystyle \mathbb {R} ^{n}} са координатама {\displaystyle (x_{1},\ldots ,x_{n})}, скуп V тачака за које важи {\displaystyle x_{1}+x_{2}+\cdots +x_{n}=0} формира хиперраван, {\displaystyle (n-1)}-димензионални подпростор. За сваки пар различитих елемената i и j из {\displaystyle \{1,\ldots ,n\}} и сваки цео број k, скуп тачака у V који задовољава {\displaystyle x_{i}-x_{j}=k} формира {\displaystyle (n-2)}-димензионални подпростор унутар V, и постоји јединствена рефлексија простора V која фиксира овај подпростор. Тада се афина симетрична група {\displaystyle {\widetilde {S}}_{n}} може геометријски реализовати као скуп пресликавања из V у самог себе, који су композиције ових рефлексија.
Унутар V, подскуп тачака са целобројним координатама формира коренску решетку, {\displaystyle \Lambda }. То је скуп свих целобројних вектора {\displaystyle (a_{1},\ldots ,a_{n})} таквих да је {\displaystyle a_{1}+\cdots +a_{n}=0}. Свака рефлексија очувава ову решетку, па је решетка очувана и од стране целе групе. Фиксни подпростори ових рефлексија деле V на подударне симплексе, који се називају алкове. Ситуација за {\displaystyle n=3} је приказана на слици; у овом случају, коренска решетка је троугаона решетка, рефлектујуће линије деле V на једнакостраничне троугаоне алкове, а корени су центри не-преклапајућих шестоуглова сачињених од шест троугаоних алкова.
Да би се прешло са геометријске на алгебарску дефиницију, фиксира се једна алкова и посматрају се n хиперравни које чине њену границу. Рефлексије кроз ове граничне хиперравни могу се поистоветити са Коксетеровим генераторима. Конкретно, постоји јединствена алкова (фундаментална алкова) која се састоји од тачака {\displaystyle (x_{1},\ldots ,x_{n})} таквих да је {\displaystyle x_{1}\geq x_{2}\geq \cdots \geq x_{n}\geq x_{1}-1}, која је ограничена хиперравнима {\displaystyle x_{1}-x_{2}=0,} {\displaystyle x_{2}-x_{3}=0,} ..., и {\displaystyle x_{1}-x_{n}=1,} илустрована за случај {\displaystyle n=3}. За {\displaystyle i=1,\ldots ,n-1}, може се поистоветити рефлексија кроз {\displaystyle x_{i}-x_{i+1}=0} са Коксетеровим генератором {\displaystyle s_{i}}, а такође и рефлексија кроз {\displaystyle x_{1}-x_{n}=1} са генератором {\displaystyle s_{0}=s_{n}}.

### Комбинаторна дефиниција
Елементи афине симетричне групе могу се реализовати као група периодичних пермутација целих бројева. Конкретно, кажемо да је функција {\displaystyle u\colon \mathbb {Z} \to \mathbb {Z} } афина пермутација ако
- је бијекција (сваки цео број се појављује као вредност {\displaystyle u(x)} за тачно једно {\displaystyle x}),
- {\displaystyle u(x+n)=u(x)+n} за све целе бројеве x (функција је еквиваријантна у односу на померање за {\displaystyle n}), и
- {\displaystyle u(1)+u(2)+\cdots +u(n)=1+2+\cdots +n={\frac {n(n+1)}{2}}}, n-ти троугаони број.

За сваку афину пермутацију, и уопште за сваку бијекцију еквиваријантну у односу на померање, бројеви {\displaystyle u(1),\ldots ,u(n)} морају сви бити различити по модулу n. Афина пермутација је јединствено одређена својом прозорском нотацијом {\displaystyle [u(1),\ldots ,u(n)]}, јер се све остале вредности {\displaystyle u} могу добити померањем ових вредности. Стога се афине пермутације могу поистоветити са n-торкама {\displaystyle [u(1),\ldots ,u(n)]} целих бројева које садрже по један елемент из сваке класе конгруенције по модулу n и чији је збир {\displaystyle 1+2+\cdots +n}.
Да би се прешло са комбинаторне на алгебарску дефиницију, за {\displaystyle i=1,\ldots ,n-1} може се поистоветити Коксетеров генератор {\displaystyle s_{i}} са афином пермутацијом која има прозорску нотацију {\displaystyle [1,2,\ldots ,i-1,i+1,i,i+2,\ldots ,n]}, а такође и генератор {\displaystyle s_{0}=s_{n}} са афином пермутацијом {\displaystyle [0,2,3,\ldots ,n-2,n-1,n+1]}. Уопштено, свака рефлексија (тј. коњугат једног од Коксетерових генератора) може се јединствено описати на следећи начин: за различите целе бројеве i, j у {\displaystyle \{1,\ldots ,n\}} и произвољан цео број k, она пресликава i у {\displaystyle j-kn}, пресликава j у {\displaystyle i+kn}, и фиксира све улазе који нису конгруентни са i или j по модулу n.

### Представљање матрицама
Афине пермутације могу се представити као бесконачне периодичне пермутационе матрице. Ако је {\displaystyle u:\mathbb {Z} \to \mathbb {Z} } афина пермутација, одговарајућа матрица има вредност 1 на позицији {\displaystyle (i,u(i))} у бесконачној мрежи {\displaystyle \mathbb {Z} \times \mathbb {Z} } за сваки цео број i, а сви остали елементи су једнаки 0. Пошто је u бијекција, резултујућа матрица садржи тачно једну јединицу у сваком реду и свакој колони. Услов периодичности за пресликавање u осигурава да је елемент на позицији {\displaystyle (a,b)} једнак елементу на позицији {\displaystyle (a+n,b+n)} за сваки пар целих бројева {\displaystyle (a,b)}. На пример, део матрице за афину пермутацију {\displaystyle [2,0,4]\in {\widetilde {S}}_{3}} приказан је на слици. У реду 1, постоји 1 у колони 2; у реду 2, постоји 1 у колони 0; и у реду 3, постоји 1 у колони 4. Остали елементи у тим редовима и колонама су сви 0, а сви остали елементи у матрици су фиксирани условом периодичности.

## Однос са коначном симетричном групом
Афина симетрична група {\displaystyle {\widetilde {S}}_{n}} садржи коначну симетричну групу {\displaystyle S_{n}} пермутација над {\displaystyle n} елемената и као подгрупу и као количничку групу. Ове везе омогућавају директан превод између комбинаторних и геометријских дефиниција афине симетричне групе.

### Као подгрупа
Постоји канонски начин да се изабере подгрупа {\displaystyle {\widetilde {S}}_{n}} која је изоморфна коначној симетричној групи {\displaystyle S_{n}}.
У терминима алгебарске дефиниције, ово је подгрупа {\displaystyle {\widetilde {S}}_{n}} генерисана са {\displaystyle s_{1},\ldots ,s_{n-1}} (искључујући просту рефлексију {\displaystyle s_{0}=s_{n}}). Геометријски, ово одговара подгрупи трансформација које фиксирају координатни почетак, док комбинаторно одговара прозорским нотацијама за које је {\displaystyle \{u(1),\ldots ,u(n)\}=\{1,2,\ldots ,n\}} (тј. у којима је прозорска нотација линијска нотација коначне пермутације).
Ако је {\displaystyle u=[u(1),u(2),\ldots ,u(n)]} прозорска нотација елемента ове стандардне копије {\displaystyle S_{n}\subset {\widetilde {S}}_{n}}, њено дејство на хиперраван V у {\displaystyle \mathbb {R} ^{n}} дато је пермутацијом координата: {\displaystyle (x_{1},x_{2},\ldots ,x_{n})\cdot u=(x_{u(1)},x_{u(2)},\ldots ,x_{u(n)})}. (У овом чланку, геометријско дејство пермутација и афиних пермутација је са десне стране; стога, ако су u и v две афине пермутације, дејство {\displaystyle uv} на тачку се добија тако што се прво примени u, а затим v.)
Такође постоје многе нестандардне копије {\displaystyle S_{n}} садржане у {\displaystyle {\widetilde {S}}_{n}}. Геометријска конструкција је да се изабере било која тачка a у {\displaystyle \Lambda } (тј. целобројни вектор чије координате имају збир 0); подгрупа {\displaystyle ({\widetilde {S}}_{n})_{a}} групе {\displaystyle {\widetilde {S}}_{n}} која се састоји од изометрија које фиксирају a је изоморфна са {\displaystyle S_{n}}.

### Као количник
Постоји једноставно пресликавање (технички, сујективни хомоморфизам група) π из {\displaystyle {\widetilde {S}}_{n}} на коначну симетричну групу {\displaystyle S_{n}}. У терминима комбинаторне дефиниције, афина пермутација се може пресликати у пермутацију редуковањем елемената прозора по модулу n на елементе из {\displaystyle \{1,2,\ldots ,n\}}, што оставља линијску нотацију пермутације. У овом чланку, слика {\displaystyle \pi (u)} афине пермутације u назива се основна пермутација од u.
Пресликавање π шаље Коксетеров генератор {\displaystyle s_{0}=[0,2,3,4,\ldots ,n-2,n-1,n+1]} у пермутацију чија су линијска нотација и циклична нотација {\displaystyle [n,2,3,4,\ldots ,n-2,n-1,1]} и {\displaystyle (1\;n)}, респективно.
Језгро пресликавања π је по дефиницији скуп афиних пермутација чија је основна пермутација идентитет. Прозорске нотације таквих афиних пермутација су облика {\displaystyle [1-a_{1}n,2-a_{2}n,\ldots ,n-a_{n}n]}, где је {\displaystyle (a_{1},a_{2},\ldots ,a_{n})} целобројни вектор такав да је {\displaystyle a_{1}+a_{2}+\ldots +a_{n}=0}, тј. где је {\displaystyle (a_{1},\ldots ,a_{n})\in \Lambda }. Геометријски, ово језгро се састоји од транслација, изометрија које померају цео простор V без ротације или рефлексије. Уз злоупотребу нотације, симбол {\displaystyle \Lambda } се у овом чланку користи за сва три ова скупа (целобројне векторе у V, афине пермутације са основном пермутацијом идентитета и транслације); у сва три контекста, природна операција групе претвара {\displaystyle \Lambda } у абелову групу, слободно генерисану са {\displaystyle n-1} вектора {\displaystyle \{(1,-1,0,\ldots ,0),(0,1,-1,\ldots ,0),\ldots ,(0,\ldots ,0,1,-1)\}}.

### Веза између геометријске и комбинаторне дефиниције
Афина симетрична група {\displaystyle {\widetilde {S}}_{n}} има {\displaystyle \Lambda } као нормалну подгрупу и изоморфна је полудиректном производу
{\displaystyle {\widetilde {S}}_{n}\cong S_{n}\ltimes \Lambda }
ове подгрупе са коначном симетричном групом {\displaystyle S_{n}}, где дејство {\displaystyle S_{n}} на {\displaystyle \Lambda } представља пермутација координата. Сходно томе, сваки елемент u из {\displaystyle {\widetilde {S}}_{n}} има јединствену реализацију као производ
{\displaystyle u=r\cdot t} где је {\displaystyle r} пермутација у стандардној копији {\displaystyle S_{n}} унутар {\displaystyle {\widetilde {S}}_{n}}, а {\displaystyle t} је транслација у {\displaystyle \Lambda }. Овај приступ омогућава директан превод између комбинаторних и геометријских дефиниција {\displaystyle {\widetilde {S}}_{n}}: ако напишемо {\displaystyle [u(1),\ldots ,u(n)]=[r_{1}-a_{1}n,\ldots ,r_{n}-a_{n}n]} где је {\displaystyle r=[r_{1},\ldots ,r_{n}]=\pi (u)} и {\displaystyle (a_{1},a_{2},\ldots ,a_{n})\in \Lambda }, тада афина пермутација u одговара крутом кретању простора V дефинисаном са
{\displaystyle (x_{1},\ldots ,x_{n})\cdot u=\left(x_{r(1)}+a_{1},\ldots ,x_{r(n)}+a_{n}\right).}
Штавише, као и свака афина Коксетерова група, афина симетрична група делује транзитивно и слободно на скупу алкова: за сваке две алкове, јединствени елемент групе пресликава једну алкову на другу. Стога, произвољним избором алкове {\displaystyle A_{0}}, група се ставља у један-на-један кореспонденцију са алковама: јединични елемент одговара {\displaystyle A_{0}}, а сваки други елемент групе g одговара алкови {\displaystyle A=A_{0}\cdot g} која је слика {\displaystyle A_{0}} под дејством g.

### Пример:n=2{\displaystyle n=2}
Алгебарски, {\displaystyle {\widetilde {S}}_{2}} је бесконачна диедарска група, генерисана са два генератора {\displaystyle s_{0},s_{1}} који подлежу релацијама {\displaystyle s_{0}^{2}=s_{1}^{2}=1}. Сваки други елемент групе може се написати као наизменични производ копија {\displaystyle s_{0}} и {\displaystyle s_{1}}.
Комбинаторно, афина пермутација {\displaystyle s_{1}} има прозорску нотацију {\displaystyle [2,1]}, што одговара бијекцији {\displaystyle 2k\mapsto 2k-1,2k-1\mapsto 2k} за сваки цео број k. Афина пермутација {\displaystyle s_{0}} има прозорску нотацију {\displaystyle [0,3]}, што одговара бијекцији {\displaystyle 2k\mapsto 2k+1,2k+1\mapsto 2k} за сваки цео број k. Остали елементи имају следеће прозорске нотације:
{\displaystyle {\begin{aligned}\overbrace {s_{0}s_{1}\cdots s_{0}s_{1}} ^{2k{\text{ фактора}}}&=[1+2k,2-2k],\\[5pt]\overbrace {s_{1}s_{0}\cdots s_{1}s_{0}} ^{2k{\text{ фактора}}}&=[1-2k,2+2k],\\[5pt]\overbrace {s_{0}s_{1}\cdots s_{0}} ^{2k+1{\text{ фактора}}}&=[2+2k,1-2k],\\[5pt]\overbrace {s_{1}s_{0}\cdots s_{1}} ^{2k+1{\text{ фактора}}}&=[2-2(k+1),1+2(k+1)].\end{aligned}}}
Геометријски, простор V на којем {\displaystyle {\widetilde {S}}_{2}} делује је права, са бесконачно много једнако удаљених рефлексија. Природно је поистоветити праву V са реалном правом {\displaystyle \mathbb {R} ^{1}}, {\displaystyle s_{0}} са рефлексијом око тачке {\displaystyle 0}, а {\displaystyle s_{1}} са рефлексијом око тачке {\displaystyle 1}. У овом случају, рефлексија {\displaystyle (s_{0}s_{1})^{k}s_{0}} рефлектује преко тачке {\displaystyle -k} за било који цео број k, композиција {\displaystyle s_{0}s_{1}} транслира праву за {\displaystyle -2}, а композиција {\displaystyle s_{1}s_{0}} транслира праву за {\displaystyle 2}.

## Статистике и узорци пермутација
Многе статистике пермутација и друге карактеристике комбинаторике коначних пермутација могу се проширити на афини случај.

### Спустови, дужина и инверзије
Дужина {\displaystyle \ell (g)} елемента g Коксетерове групе G је најмањи број k такав да се g може записати као производ {\displaystyle g=s_{i_{1}}\cdots s_{i_{k}}} од k Коксетерових генератора групе G.
Геометријски, дужина елемента g у {\displaystyle {\widetilde {S}}_{n}} је број рефлектујућих хиперравни које раздвајају {\displaystyle A_{0}} и {\displaystyle A_{0}\cdot g}, где је {\displaystyle A_{0}} фундаментална алкова (симплекс ограничен рефлектујућим хиперравнима Коксетерових генератора {\displaystyle s_{0},s_{1},\ldots ,s_{n-1}}).
Комбинаторно, дужина афине пермутације је кодирана у терминима одговарајућег појма инверзија: за афину пермутацију u, дужина је
{\displaystyle \ell (u)=\#\left\{(i,j)\colon i\in \{1,\ldots ,n\},j\in \mathbb {Z} ,i<j,{\text{ и }}u(i)>u(j)\right\}.}
Алтернативно, то је број класа еквиваленције парова {\displaystyle (i,j)\in \mathbb {Z} \times \mathbb {Z} } таквих да је {\displaystyle i<j} и {\displaystyle u(i)>u(j)} под релацијом еквиваленције {\displaystyle (i,j)\equiv (i',j')} ако је {\displaystyle (i-i',j-j')=(kn,kn)} за неки цео број k.
Генераторна функција за дужину у {\displaystyle {\widetilde {S}}_{n}} је
{\displaystyle \sum _{g\in {\widetilde {S}}_{n}}q^{\ell (g)}={\frac {1-q^{n}}{(1-q)^{n}}}.}
Слично, постоји афини аналог спустова у пермутацијама: афина пермутација u има спуст на позицији i ако је {\displaystyle u(i)>u(i+1)}. (Због периодичности, u има спуст на позицији i ако и само ако има спуст на позицији {\displaystyle i+kn} за све целе бројеве k.)
Алгебарски, спустови одговарају десним спустовима у смислу Коксетерових група; то јест, i је спуст од u ако и само ако је {\displaystyle \ell (u\cdot s_{i})<\ell (u)}. Леви спустови (то јест, они индекси i такви да је {\displaystyle \ell (s_{i}\cdot u)<\ell (u)}) су спустови инверзне афине пермутације {\displaystyle u^{-1}}; еквивалентно, то су вредности i такве да се i појављује пре {\displaystyle i-1} у низу {\displaystyle \ldots ,u(-2),u(-1),u(0),u(1),u(2),\ldots }.
Геометријски, i је спуст од u ако и само ако фиксна хиперраван од {\displaystyle s_{i}} раздваја алкове {\displaystyle A_{0}} и {\displaystyle A_{0}\cdot u}.
Пошто постоји само коначан број могућности за број спустова афине пермутације, али бесконачно много афиних пермутација, није могуће наивно формирати генераторну функцију за афине пермутације по броју спустова (афини аналог Ојлерових полинома). Једно могуће решење је разматрање афиних спустова (еквивалентно, цикличних спустова) у коначној симетричној групи {\displaystyle S_{n}}. Друго је истовремено разматрање дужине и броја спустова афине пермутације. Вишеваријантна генераторна функција за ове статистике над {\displaystyle {\widetilde {S}}_{n}} истовремено за све n је
{\displaystyle \sum _{n\geq 1}{\frac {x^{n}}{1-q^{n}}}\sum _{w\in {\widetilde {S}}_{n}}t^{\operatorname {des} (w)}q^{\ell (w)}=\left[{\frac {x\cdot {\frac {\partial }{\partial {x}}}\log(\exp(x;q))}{1-t\exp(x;q)}}\right]_{x\mapsto x{\frac {1-t}{1-q}}}}
где је {\displaystyle \operatorname {des} (w)} број спустова афине пермутације w, а {\displaystyle \exp(x;q)=\sum _{n\geq 0}{\frac {x^{n}(1-q)^{n}}{(1-q)(1-q^{2})\cdots (1-q^{n})}}} је q-експоненцијална функција.

### Тип циклуса и дужина рефлексије
Свака бијекција {\displaystyle u:\mathbb {Z} \to \mathbb {Z} } дели целе бројеве на (могуће бесконачну) листу (могуће бесконачних) циклуса: за сваки цео број i, циклус који садржи i је низ {\displaystyle (\ldots ,u^{-2}(i),u^{-1}(i),i,u(i),u^{2}(i),\ldots )} где експоненцијација представља композицију функција.
За афину пермутацију u, следећи услови су еквивалентни: сви циклуси од u су коначни, u има коначан ред, и геометријско дејство u на простор V има барем једну фиксну тачку.
Дужина рефлексије {\displaystyle \ell _{R}(u)} елемента u из {\displaystyle {\widetilde {S}}_{n}} је најмањи број k такав да постоје рефлексије {\displaystyle r_{1},\ldots ,r_{k}} тако да је {\displaystyle u=r_{1}\cdots r_{k}}. (У симетричној групи, рефлексије су транспозиције, а дужина рефлексије пермутације u је {\displaystyle n-c(u)}, где је {\displaystyle c(u)} број циклуса од u.) У раду Луис et al. 2019, доказана је следећа формула за дужину рефлексије афине пермутације u: за сваки циклус од u, дефинише се тежина као цео број k такав да се узастопни елементи конгруентни по модулу n разликују за тачно {\displaystyle kn}. Формира се n-торка тежина циклуса од u (рачунајући транслате истог циклуса за умношке од n само једном), и дефинише се нулитет {\displaystyle \nu (u)} као величина најмање поделе скупа ове n-торке тако да сваки део има збир 0. Тада је дужина рефлексије u
{\displaystyle \ell _{R}(u)=n-2\nu (u)+c(\pi (u)),}
где је {\displaystyle \pi (u)} основна пермутација од u.
За сваку афину пермутацију u, постоји избор подгрупе W од {\displaystyle {\widetilde {S}}_{n}} такве да је {\displaystyle W\cong S_{n}}, {\displaystyle {\widetilde {S}}_{n}=W\ltimes \Lambda }, и за стандардни облик {\displaystyle u=w\cdot t} који произилази из овог полудиректног производа, дужине рефлексија су адитивне, тј. {\displaystyle \ell _{R}(u)=\ell _{R}(w)+\ell _{R}(t)}.

### Потпуно комутативни елементи и избегавање узорака
Редукована реч за елемент g Коксетерове групе је n-торка {\displaystyle (s_{i_{1}},\ldots ,s_{i_{\ell (g)}})} Коксетерових генератора минималне могуће дужине таква да је {\displaystyle g=s_{i_{1}}\cdots s_{i_{\ell (g)}}}. Елемент g се назива потпуно комутативан ако се било која редукована реч може трансформисати у било коју другу секвенцијалном заменом парова фактора који комутирају. На пример, у коначној симетричној групи {\displaystyle S_{4}}, елемент {\displaystyle 2143=(12)(34)} је потпуно комутативан, јер се његове две редуковане речи {\displaystyle (s_{1},s_{3})} и {\displaystyle (s_{3},s_{1})} могу повезати заменом комутирајућих фактора, али {\displaystyle 4132=(142)(3)} није потпуно комутативан јер не постоји начин да се дође до редуковане речи {\displaystyle (s_{3},s_{2},s_{3},s_{1})} почевши од редуковане речи {\displaystyle (s_{2},s_{3},s_{2},s_{1})} комутацијама.
Били, Џокуш & Стенли (1993) су доказали да је у коначној симетричној групи {\displaystyle S_{n}} пермутација потпуно комутативна ако и само ако избегава узорак пермутације 321, то јест, ако и само ако њена линијска нотација не садржи опадајућу подсеквенцу од три члана. У раду Грин 2002, овај резултат је проширен на афине пермутације: афина пермутација u је потпуно комутативна ако и само ако не постоје цели бројеви {\displaystyle i<j<k} такви да је {\displaystyle u(i)>u(j)>u(k)}.
Број афиних пермутација које избегавају један узорак p је коначан ако и само ако p избегава узорак 321, па стога постоји бесконачно много потпуно комутативних афиних пермутација. Оне су пребројане по дужини у раду Хануса & Џоунс 2010.

## Параболичке подгрупе и друге структуре
Параболичке подгрупе {\displaystyle {\widetilde {S}}_{n}} и њихови представници косета нуде богату комбинаторну структуру. Други аспекти афиних симетричних група, као што су њихов Бријаов поредак и теорија репрезентације, такође се могу разумети преко комбинаторних модела.

### Параболичке подгрупе, представници косета
Стандардна параболичка подгрупа Коксетерове групе је подгрупа генерисана подскупом њеног Коксетеровог генераторског скупа. Максималне параболичке подгрупе су оне које се добијају изостављањем једног Коксетеровог генератора. У {\displaystyle {\widetilde {S}}_{n}}, све максималне параболичке подгрупе су изоморфне коначној симетричној групи {\displaystyle S_{n}}. Подгрупа генерисана скупом {\displaystyle \{s_{0},\ldots ,s_{n-1}\}\smallsetminus \{s_{i}\}} састоји се од оних афиних пермутација које стабилизују интервал {\displaystyle [i+1,i+n]}, то јест, које пресликавају сваки елемент овог интервала у други елемент истог интервала.
За фиксирани елемент i из {\displaystyle \{0,\ldots ,n-1\}}, нека је {\displaystyle J=\{s_{0},\ldots ,s_{n-1}\}\smallsetminus \{s_{i}\}} максимални прави подскуп Коксетерових генератора који изоставља {\displaystyle s_{i}}, и нека {\displaystyle ({\widetilde {S}}_{n})_{J}} означава параболичку подгрупу генерисану са J. Сваки косет {\displaystyle g\cdot ({\widetilde {S}}_{n})_{J}} има јединствен елемент минималне дужине. Скуп таквих представника, означен са {\displaystyle ({\widetilde {S}}_{n})^{J}}, састоји се од следећих афиних пермутација:
{\displaystyle ({\widetilde {S}}_{n})^{J}=\left\{u\in {\widetilde {S}}_{n}\colon u(i-n+1)<u(i-n+2)<\cdots <u(i-1)<u(i)\right\}.}
У посебном случају када је {\displaystyle J=\{s_{1},\ldots ,s_{n-1}\}}, тако да је {\displaystyle ({\widetilde {S}}_{n})_{J}\cong S_{n}} стандардна копија {\displaystyle S_{n}} унутар {\displaystyle {\widetilde {S}}_{n}}, елементи {\displaystyle ({\widetilde {S}}_{n})^{J}\cong {\widetilde {S}}_{n}/S_{n}} могу се природно представити абакус дијаграмима: цели бројеви су распоређени у бесконачној траци ширине n, растући секвенцијално дуж редова, а затим одозго надоле; цели бројеви су заокружени ако се налазе директно изнад једног од елемената прозора минималног представника косета. На пример, минимални представник косета {\displaystyle u=[-5,0,6,9]} представљен је абакус дијаграмом десно. Да би се израчунала дужина представника из абакус дијаграма, сабира се број незаокружених бројева који су мањи од последњег заокруженог елемента у свакој колони. (У приказаном примеру, ово даје {\displaystyle 5+3+0+1=9}.) 
Други комбинаторни модели представника косета минималне дужине за {\displaystyle {\widetilde {S}}_{n}/S_{n}} могу се дати у терминима партиција језгра (партиције целих бројева у којима ниједна дужина куке није дељива са n) или ограничених партиција (партиције целих бројева у којима ниједан део није већи од {\displaystyle n-1}). Под овим кореспонденцијама, може се показати да је слаби Бријаов поредак на {\displaystyle {\widetilde {S}}_{n}/S_{n}} изоморфан одређеном под-поретку Јангове решетке.

### Бријаов поредак
Бријаов поредак на {\displaystyle {\widetilde {S}}_{n}} има следећу комбинаторну реализацију. Ако је u афина пермутација, а i и j су цели бројеви, дефинише се
{\displaystyle u[i,j]}
као број целих бројева a таквих да је {\displaystyle a\leq i} и {\displaystyle u(a)\geq j}. (На пример, са {\displaystyle u=[2,0,4]\in {\widetilde {S}}_{3}}, имамо {\displaystyle u[3,1]=3}: три релевантне вредности су {\displaystyle a=0,1,3}, које се респективно пресликавају са u у 1, 2 и 4.) Тада за две афине пермутације u, v, важи да је {\displaystyle u\leq v} у Бријаовом поретку ако и само ако је {\displaystyle u[i,j]\leq v[i,j]} за све целе бројеве i, j.

### Теорија репрезентације и афина Робинсон—Шенстедова кореспонденција
У коначној симетричној групи, Робинсон—Шенстедова кореспонденција даје бијекцију између групе и парова {\displaystyle (P,Q)} стандардних Јангових табли истог облика. Ова бијекција игра централну улогу у комбинаторици и теорији репрезентације симетричне групе. На пример, у језику Каждан—Лустигове теорије, две пермутације леже у истој левој ћелији ако и само ако њихове слике под Робинсон—Шенстедовом кореспонденцијом имају исту таблу Q, а у истој десној ћелији ако и само ако њихове слике имају исту таблу P. У раду Ши 1986, Ши Ђен-Ји је показао да су леве ћелије за {\displaystyle {\widetilde {S}}_{n}} индексиране таблоидима, а у раду Ши 1991 дао је алгоритам за израчунавање таблоида аналогног табли P за афину пермутацију. У раду Чмутов, Пиљавски & Јудовина 2018, аутори су проширили Шиов рад како би дали бијективно пресликавање између {\displaystyle {\widetilde {S}}_{n}} и тројки {\displaystyle (P,Q,\rho )} које се састоје од два таблоида истог облика и целобројног вектора чији елементи задовољавају одређене неједнакости. Њихова процедура користи матрично представљање афиних пермутација и генерализује конструкцију сенки, уведену у раду Вијено 1977.

## Инверзне реализације
У неким ситуацијама, може се желети разматрање дејства афине симетричне групе на {\displaystyle \mathbb {Z} } или на алкове које је инверзно оном датом горе. Ове алтернативне реализације су описане у наставку.
У комбинаторном дејству {\displaystyle {\widetilde {S}}_{n}} на {\displaystyle \mathbb {Z} }, генератор {\displaystyle s_{i}} делује заменом вредности i и {\displaystyle i+1}. У инверзном дејству, он уместо тога замењује елементе на позицијама i и {\displaystyle i+1}. Слично, дејство опште рефлексије биће замена елемената на позицијама {\displaystyle j-kn} и {\displaystyle i+kn} за свако k, фиксирајући све улазе на позицијама које нису конгруентне са i или j по модулу n.
У геометријском дејству {\displaystyle {\widetilde {S}}_{n}}, генератор {\displaystyle s_{i}} делује на алкову A рефлектујући је преко једне од граничних равни фундаменталне алкове {\displaystyle A_{0}}. У инверзном дејству, он уместо тога рефлектује A преко једне од њених сопствених граничних равни. Из ове перспективе, редукована реч одговара шетњи по алковама на теселираном простору V.

## Однос са другим математичким објектима
Афине симетричне групе су блиско повезане са разним другим математичким објектима.

### Шеме жонглирања
У раду Еренборг & Риди 1996, дата је кореспонденција између афиних пермутација и шема жонглирања кодираних у верзији сајтсвоп нотације. Овде, шема жонглирања периода n је низ {\displaystyle (a_{1},\ldots ,a_{n})} ненегативних целих бројева (са одређеним ограничењима) који описује понашање лоптица које баца жонглер, где број {\displaystyle a_{i}} означава дужину времена коју i-то бацање проведе у ваздуху (еквивалентно, висину бацања). Број b лоптица у шеми је просек {\displaystyle b={\frac {a_{1}+\cdots +a_{n}}{n}}}. Кореспонденција Еренборг—Риди повезује сваку шему жонглирања {\displaystyle {\bf {a}}=(a_{1},\ldots ,a_{n})} периода n са функцијом {\displaystyle w_{\bf {a}}\colon \mathbb {Z} \to \mathbb {Z} } дефинисаном са
{\displaystyle w_{\bf {a}}(i)=i+a_{i}-b,}
где се индекси низа a узимају по модулу n. Тада је {\displaystyle w_{\bf {a}}} афина пермутација у {\displaystyle {\widetilde {S}}_{n}}, и штавише, свака афина пермутација настаје из шеме жонглирања на овај начин. Под овом бијекцијом, дужина афине пермутације је кодирана природном статистиком у шеми жонглирања:
{\displaystyle \ell (w_{\bf {a}})=(b-1)n-\operatorname {cross} ({\bf {a}}),}
где је {\displaystyle \operatorname {cross} ({\bf {a}})} број укрштања (до периодичности) у лучном дијаграму од a. Ово омогућава елементаран доказ генераторне функције за афине пермутације по дужини.
На пример, шема жонглирања 441 има {\displaystyle n=3} и {\displaystyle b={\frac {4+4+1}{3}}=3}. Стога, она одговара афиној пермутацији {\displaystyle w_{441}=[1+4-3,2+4-3,3+1-3]=[2,3,1]}. Шема жонглирања има четири укрштања, а афина пермутација има дужину {\displaystyle \ell (w_{441})=(3-1)\cdot 3-4=2}.
Сличне технике могу се користити за извођење генераторне функције за представнике косета минималне дужине {\displaystyle {\widetilde {S}}_{n}/S_{n}} по дужини.

### Комплексне рефлексионе групе
У коначнодимензионалном реалном простору са унутрашњим производом, рефлексија је линеарно пресликавање које фиксира линеарну хиперраван тачку по тачку и негира вектор ортогоналан на ту раван. Овај појам се може проширити на векторске просторе над другим пољима. Конкретно, у комплексном простору са унутрашњим производом, рефлексија је унитарна трансформација T коначног реда која фиксира хиперраван. Ово имплицира да су вектори ортогонални на хиперраван сопствени вектори од T, а придружена сопствена вредност је комплексни корен јединице. Комплексна рефлексиона група је коначна група линеарних трансформација на комплексном векторском простору генерисана рефлексијама.
Комплексне рефлексионе групе су у потпуности класификовали Шепард & Тод (1954): свака комплексна рефлексиона група је изоморфна производу иредуцибилних комплексних рефлексионих група, а свака иредуцибилна или припада бесконачној фамилији {\displaystyle G(m,p,n)} (где су m, p, и n позитивни цели бројеви такви да p дели m) или је један од 34 друга ( „изузетна”) примера. Група {\displaystyle G(m,1,n)} је генерализована симетрична група: алгебарски, то је испреплетани производ {\displaystyle (\mathbb {Z} /m\mathbb {Z} )\wr S_{n}} цикличне групе {\displaystyle \mathbb {Z} /m\mathbb {Z} } са симетричном групом {\displaystyle S_{n}}. Конкретно, елементи групе могу бити представљени мономијалним матрицама (матрицама које имају један ненулти елемент у сваком реду и свакој колони) чији су ненулти елементи сви {\displaystyle m}-ти корени јединице. Групе {\displaystyle G(m,p,n)} су подгрупе од {\displaystyle G(m,1,n)}, и посебно група {\displaystyle G(m,m,n)} састоји се од оних матрица у којима је производ ненултих елемената једнак 1.
У раду Ши 2002, Ши је показао да је афина симетрична група генерички омотач фамилије {\displaystyle \left\{G(m,m,n)\colon m\geq 1\right\}}, у следећем смислу: за сваки позитиван цео број m, постоји сурјекција {\displaystyle \pi _{m}} из {\displaystyle {\widetilde {S}}_{n}} на {\displaystyle G(m,m,n)}, и ова пресликавања су компатибилна са природним сурјекцијама {\displaystyle G(m,m,n)\twoheadrightarrow G(p,p,n)} када {\displaystyle p\mid m} које настају подизањем сваког елемента на {\displaystyle m/p}-ти степен. Штавише, ове пројекције поштују структуру рефлексионе групе, у смислу да је слика сваке рефлексије у {\displaystyle {\widetilde {S}}_{n}} под {\displaystyle \pi _{m}} рефлексија у {\displaystyle G(m,m,n)}; и слично, када је {\displaystyle m>1}, слика стандардног Коксетеровог елемента {\displaystyle s_{0}\cdot s_{1}\cdots s_{n-1}} у {\displaystyle {\widetilde {S}}_{n}} је Коксетеров елемент у {\displaystyle G(m,m,n)}.

### Афине Лијеве алгебре
Свака афина Коксетерова група је повезана са афином Лијевом алгебром, одређеном бесконачнодимензионалном неасоцијативном алгебром са неуобичајено добрим репрезентационо-теоријским својствима. У овој асоцијацији, Коксетерова група се појављује као група симетрија коренског простора Лијеве алгебре (дуала Картанове подалгебре). У класификацији афиних Лијевих алгебри, она која је повезана са {\displaystyle {\widetilde {S}}_{n}} је (неупреденог) типа {\displaystyle A_{n-1}^{(1)}}, са Картановом матрицом {\displaystyle \left[{\begin{array}{rr}2&-2\\-2&2\end{array}}\right]} за {\displaystyle n=2} и
{\displaystyle \left[{\begin{array}{rrrrrr}2&-1&0&\cdots &0&-1\\-1&2&-1&\cdots &0&0\\0&-1&2&\cdots &0&0\\\vdots &\vdots &\vdots &\ddots &\vdots &\vdots \\0&0&0&\cdots &2&-1\\-1&0&0&\cdots &-1&2\end{array}}\right]}
(циркулантна матрица) за {\displaystyle n>2}.
Као и друге Кац—Мудијеве алгебре, афине Лијеве алгебре задовољавају Вајл—Кацову формулу карактера, која изражава карактере алгебре у терминима њихових највећих тежина. У случају афиних Лијевих алгебри, резултујући идентитети су еквивалентни Макдоналдовим идентитетима. Конкретно, за афину Лијеву алгебру типа {\displaystyle A_{1}^{(1)}}, повезану са афином симетричном групом {\displaystyle {\widetilde {S}}_{2}}, одговарајући Макдоналдов идентитет је еквивалентан Јакобијевом троструком производу.

### Група плетеница и теоријско-групна својства
Коксетерове групе имају низ посебних својстава која не деле све групе. Ово укључује да је њихов проблем речи одлучив (то јест, постоји алгоритам који може одредити да ли је било који дати производ генератора једнак јединичном елементу) и да су оне линеарне групе (то јест, могу се представити групом инвертибилних матрица над пољем).
Свака Коксетерова група W је повезана са Артин—Тицовом групом {\displaystyle B_{W}}, која је дефинисана сличном презентацијом која изоставља релације облика {\displaystyle s^{2}=1} за сваки генератор s. Конкретно, Артин—Тицова група повезана са {\displaystyle {\widetilde {S}}_{n}} је генерисана са n елемената {\displaystyle \sigma _{0},\sigma _{1},\ldots ,\sigma _{n-1}} који подлежу релацијама {\displaystyle \sigma _{i}\sigma _{i+1}\sigma _{i}=\sigma _{i+1}\sigma _{i}\sigma _{i+1}} за {\displaystyle i=0,\ldots ,n-1} (и ниједним другим), где се, као и раније, индекси узимају по модулу n (тако да је {\displaystyle \sigma _{n}=\sigma _{0}}). Претпоставља се да Артин—Тицове групе Коксетерових група имају многа добра својства: на пример, претпоставља се да су без торзије, да имају тривијалан центар, да имају решив проблем речи, и да задовољавају {\displaystyle K(\pi ,1)} хипотезу. Није познато да ове хипотезе важе за све Артин—Тицове групе, али у раду Чарни & Пајфер 2003 је показано да {\displaystyle B_{{\widetilde {S}}_{n}}} има ова својства. (Накнадно, доказана су за Артин—Тицове групе повезане са афиним Коксетеровим групама.)  У случају афине симетричне групе, ови докази користе придружену Гарсидову структуру на Артин—Тицовој групи.
Артин—Тицове групе су понекад познате и као генерализоване групе плетеница, јер је Артин—Тицова група {\displaystyle B_{S_{n}}} (коначне) симетричне групе група плетеница са n нити. Немају све Артин—Тицове групе природно представљање у терминима геометријских плетеница. Међутим, Артин—Тицова група хипероктаедарске групе {\displaystyle S_{n}^{\pm }} (геометријски, група симетрије n-димензионалне хиперкоцке; комбинаторно, група пермутација са знаком величине n) има такво представљање: дата је подгрупом групе плетеница са {\displaystyle n+1} нити која се састоји од оних плетеница за које одређена нит завршава на истој позицији на којој је почела, или еквивалентно као група плетеница са n нити у прстенастом региону. Штавише, Артин—Тицова група хипероктаедарске групе {\displaystyle S_{n}^{\pm }} може се написати као полудиректни производ {\displaystyle B_{{\widetilde {S}}_{n}}} са бесконачном цикличном групом. Из тога следи да се {\displaystyle B_{{\widetilde {S}}_{n}}} може тумачити као одређена подгрупа која се састоји од геометријских плетеница, као и да је то линеарна група.

### Проширена афина симетрична група
Афина симетрична група је подгрупа проширене афине симетричне групе. Проширена група је изоморфна испреплетаном производу {\displaystyle \mathbb {Z} \wr S_{n}}. Њени елементи су проширене афине пермутације: бијекције {\displaystyle u\colon \mathbb {Z} \to \mathbb {Z} } такве да је {\displaystyle u(x+n)=u(x)+n} за све целе бројеве x. За разлику од афине симетричне групе, проширена афина симетрична група није Коксетерова група. Али има природан генераторски скуп који проширује Коксетеров генераторски скуп за {\displaystyle {\widetilde {S}}_{n}}: оператор померања {\displaystyle \tau } чија је прозорска нотација {\displaystyle \tau =[2,3,\ldots ,n,n+1]} генерише проширену групу са простим рефлексијама, подложно додатним релацијама {\displaystyle \tau s_{i}\tau ^{-1}=s_{i+1}}.

### Комбинаторика других афиних Коксетерових група
Геометријско дејство афине симетричне групе {\displaystyle {\widetilde {S}}_{n}} природно је смешта у фамилију афиних Коксетерових група, од којих свака има слично геометријско дејство на афином простору. Комбинаторни опис {\displaystyle {\widetilde {S}}_{n}} се такође може проширити на многе од ових група: у раду Ериксон & Ериксон (1998), дат је аксиоматски опис одређених пермутационих група које делују на {\displaystyle \mathbb {Z} } („Џорџове групе”, у част Џорџа Лустига), и показано је да су то тачно „класичне” Коксетерове групе коначних и афиних типова А, B, C, и D. (У класификацији афиних Коксетерових група, афина симетрична група је тип А.) Стога се комбинаторне интерпретације спустова, инверзија итд. преносе у овим случајевима. Абакус модели представника косета минималне дужине за параболичке количнике такође су проширени на овај контекст.

## Историја
Могло би се рећи да проучавање Коксетерових група уопште почиње са класификацијом правилних полиедара (Платонових тела) у античкој Грчкој. Модерно систематско проучавање (повезивање алгебарских и геометријских дефиниција коначних и афиних Коксетерових група) почело је радом Коксетера 1930-их. Комбинаторни опис афине симетричне групе први пут се појављује у раду Лустиг (1983), а проширио га је Ши (1986); оба аутора су користила комбинаторни опис за проучавање Каждан—Лустигових ћелија {\displaystyle {\widetilde {S}}_{n}}. Доказ да се комбинаторна дефиниција слаже са алгебарском дефиницијом дали су Ериксон & Ериксон (1998).